# Tomaševec (żupania krapińsko-zagorska)
Tomaševec – wieś w Chorwacji, w żupanii krapińsko-zagorskiej, w mieście Klanjec. W 2011 roku liczyła 158 mieszkańców.